# سیگرود هولتر
سیگرود هولتر (انگلیسی: Sigurd Holter; ۱۹ نوامبر ۱۸۸۶ – ۱ اوت ۱۹۶۳) قایقران بادبانی اهل نروژ بود.
وی در مسابقات کشوری و بین‌المللی در مجموع برندهٔ ۱ مدال طلا شده‌است.